# Massengräber in Šmarje pri Jelšah
Auf dem Gebiet der Gemeinde Šmarje pri Jelšah in Slowenien wurden bisher (Stand 1/2024) insgesamt zwei Massengräber aus der Zeit direkt nach dem Zweiten Weltkrieg gefunden.
In beiden befinden sich die Überreste einer unbekannten Anzahl lokaler slowenischer Zivilisten aus der Gegend von Šmarje pri Jelšah, die nach dem Krieg ermordet wurden. Die Gräber liegen bei der Ortschaft Cerovec.

## Cerovec pri Šmarju
- Das Massengrab in der Kolen-Höhle (Grobišče Kolen jama) liegt am nordöstlichen Rand einer Wiese neben dem Wald, 290 m nördlich der Straße von Šmarje pri Jelšah, in der Nähe des Bauernhofs Mlinarič (Kamenik Nr. 8).[1]
- Das Massengrab am Teich (Grobišče na ribniku) liegt auf einer Wiese, die nach dem Krieg in einen Teich umgewandelt wurde. Es befindet sich am Fuße eines Erdlochs südwestlich der Stadt auf dem Sveč-Hügel. Es enthält die Überreste von sechs deutschen Kriegsgefangenen, die im Mai 1945 ermordet wurden.[2]